# Kolisty Żleb

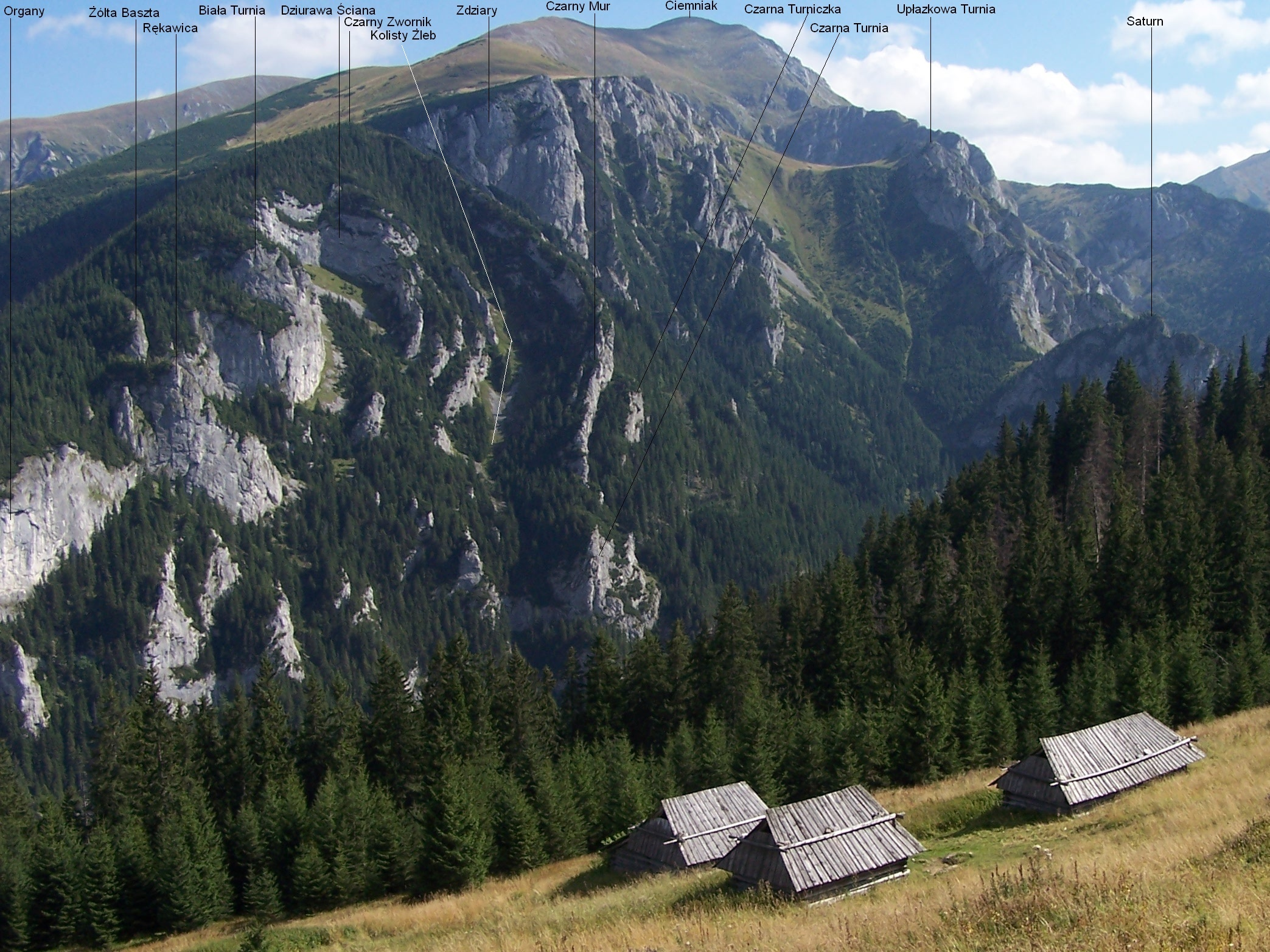
Widok na Kolisty Żleb z Polany na Stołach

Kolisty Żleb – boczna, wschodnia odnoga Doliny Kościeliskiej w polskich Tatrach Zachodnich, mająca wylot na wysokości około 1000 m, naprzeciwko skały Sowa. Orograficznie lewe obramowanie Kolistego Żlebu tworzy Czarny Mur mający swój początek w Czarnym Zworniku (ok. 1530 m), prawe grań, która od Czarnego Zwornika poprzez Organy opada w północno-zachodnim kierunku i kończy się turnią Okręt.
Dolna część Kolistego Żlebu to strome, wąskie i zalesione koryto. Wyżej znajdują się w nim trzy większe progi; pierwszy ma wysokość około 15 m, drugi jest pionowy i ma wysokość około 40 m, trzeci jest również pionowy i ma wysokość około 30 m. Ze względu na te progi najłatwiejsza droga do Kolistego Żlebu prowadzi od południowej strony, przez Czarny Przechód (przełączka w Czarnym Murze). Powyżej trzeciego progu dość wybitna grzęda dzieli żleb na dwie odnogi. Prawa (patrząc od dołu) podchodzi pod Czarny Zwornik, lewa pod Dziurawą Ścianę. Ograniczeniem dla prawej odnogi jest Czarny Mur, na który od strony żlebu można łatwo wejść (największym utrudnieniem jest porastająca go kosodrzewina). Lewa odnoga ograniczona jest północno-zachodnią granią, w której znajduje się Dziurawa Ściana, Biała Turnia, Żółta Baszta i Rękawica. Do żlebu opadają one pionowymi ścianami o wysokości 60–110 m. W najwyższej części tej odnogi, pod Dziurawą Ścianą znajduje się Kolisty Kocioł.
Kolisty Żleb znajduje się na obszarze ochrony ścisłej i jest przez ludzi odwiedzany bardzo rzadko. Jest bardzo stromy, zawalony przewróconymi drzewami i ma dziki wygląd. Większą jego część porasta niemal pierwotny i w wielu miejscach urwiskowy las. Turyści mogą go oglądać tylko z daleka (najlepiej widoczny jest z Polany na Stołach), taternicy zaglądają tutaj bardzo rzadko i do tej pory wytyczyli w jego otoczeniu tylko 3 drogi wspinaczkowe. Najczęściej penetrują jego podziemia grotołazi, gdyż cały masyw od Czarnego Muru aż po Wysranki przebity jest często przez nich eksploatowaną Jaskinią Czarną.
Cały rejon Kolistego Żlebu zbudowany jest ze skał węglanowych. Obserwować w nich można dobrze widoczny fałd. Warstwy skał w grzędzie oddzielającej obydwie górne odnogi żlebu, oraz w Czarnym Murze, są ustawione pionowo i tworzą regularne łuki.